# Duolingo
«Дуоли́нго» (англ. Duolingo) — бесплатная платформа для изучения языков, также имеющая курсы математики и музыки и разрабатывающая курс по шахматам. По состоянию на май 2025 года пользователи, знающие русский язык, могут изучать на платформе английский, немецкий, французский, испанский, итальянский, китайский, японский, корейский и португальский языки.
Эффективность подхода, основанного на анализе статистики, была проверена сторонним исследованием по заказу компании. Исследование, проведённое профессорами Городского университета Нью-Йорка и Университета Южной Каролины, показало, что 34 часа на сервисе дают столько же навыков чтения и письма, сколько даёт начальный семестровый курс в американском высшем учебном заведении, занимающий около 130 часов. Исследование не измеряло разговорные навыки. В процессе исследования 108 из 196 человек, изучающих язык, бросили занятия менее чем через два часа. То же исследование показало, что пользователям Rosetta Stone необходимо от 55 до 60 часов занятий, чтобы выучить такой же объём знаний. Сравнения с другими бесплатными или недорогими курсами, такими как BBC и Before You Know It, не проводилось.
Команда Дуолинго также занимается разработкой связанных продуктов: Тестовый центр Дуолинго, Дуолинго для школ и Duolingo ABC.

## История
Проект был запущен в Питтсбурге профессором Университета Карнеги — Меллона Луисом фон Аном (создателем сервиса reCAPTCHA) и его аспирантом Северином Хакером. Затем к команде присоединились Антонио Навас, Вики Чхёнг, Марсель Юкерманн, Брендан Мидером, Гектор Виллафуэрте и Хосе Фуэнтес.
Вдохновение для Дуолинго пришло из двух мест. Луис фон Ан хотел создать ещё одну программу, которая служила бы двум целям в одной, которую он называет «twofer». Дуолинго первоначально сделал это, обучая своих пользователей иностранному языку, в то время как они переводили простые фразы в документах, хотя функция перевода с тех пор была удалена.
Фон Ан родился в Гватемале и видел, как дорого для людей в его сообществе изучать английский язык. Северин Хакер (родом из швейцарского города Цуге), соучредитель Duolingo, и фон Ан считают, что «бесплатное образование действительно изменит мир» и хотели предоставить людям возможность для этого абсолютно бесплатно.
Проект изначально спонсировался из стипендии Мак-Артура, полученной Аном, и гранта Национального научного фонда. Дополнительное финансирование было позже получено в виде инвестиций от Union Square Ventures и фирмы актёра Эштона Катчера, A-Grade Investments.
30 ноября 2011 года началось закрытое бета-тестирование, которое привлекло более 300 тысяч пользователей, ждущих официального релиза. 19 июня 2012 года состоялся официальный релиз. За счёт высокого интереса общественности к проекту Дуолинго получил большое количество инвестиций, включая: 20 млн $ от Kleiner Caufield & Byer, а также 45 млн $ от Google. Дуолинго имеет 95 сотрудников, многие из которых были сотрудниками Google, работающих в главном офисе в окрестности Питтсбурга, Шейдисайд.
13 ноября 2012 года было выпущено приложение под iOS в App Store. Приложение доступно для бесплатной загрузки и совместимо с большинством устройств iPhone, iPod и iPad. 29 мая 2013 года Дуолинго выпустила свое приложение для Android, которое было загружено около миллиона раз за первые три недели и быстро стало образовательным приложением № 1 в Google Play. По состоянию на 2017 год, общий объём финансирования компании составил 108,3 миллиона долларов. В июле 2017 года Дуолинго получила от Drive Capital $25 млн, средства были направлены на создание таких инициатив, как TinyCards и ДуолингоLabs.

## Образовательная модель
Дуолинго предлагает многочисленные письменные уроки и диктанты, однако разговорным навыкам уделяется меньше внимания. В Дуолинго есть игровое дерево навыков, по которому продвигаются пользователи, и словарный раздел, где можно практиковать уже изученные слова. Пользователи получают «очки опыта» (монеты, баллы) по мере изучения языка, например, после прохождения урока. Навыки считаются изученными, если пользователи выполняют все связанные с ними уроки. За один урок можно заработать 10 очков. В Дуолинго также есть функция тренировки на время, когда пользователям даётся 30 секунд и двадцать вопросов. За каждый правильный ответ даётся одно очко опыта и семь или десять дополнительных секунд (время зависит от длины вопроса). За один курс пользователь может изучить до 2000 слов.
Дуолинго использует для обучения подход, основанный на анализе большого количества статистических данных. На каждом этапе система запоминает, какие вопросы вызвали у пользователей трудности и какие ошибки были совершены. Затем она агрегирует эти данные и использует для машинного обучения. Таким образом формируются индивидуальные уроки.

## Уровни и опыт пользователя
Ученики размещаются на конкретном уровне в программе, который соответствует их исходным знаниям в этом языке. Уровень пользователя отображается в виде номера на медальоне, который содержит изображение флага страны, соответствующей этому языку. Уровни всех изучаемых языков открыты и показываются другим пользователям рядом с их именами. Для получения следующего уровня пользователь должен заработать достаточно очков, выполняя задания. В последнем случае очки начисляются, исходя из ставки за каждое слово, при этом ставка возрастает по мере повышения уровня переводчика (translation tier) в этом языке. Уроки обычно содержат 14-20 вопросов или предложений и длятся от 4 до 7 минут. Каждый выполненный урок даёт 10 очков опыта. Для достижения следующего уровня требуется заработать установленное число очков, а количество очков в одном уровне увеличивается с каждым уровнем. Для каждого языка есть не менее 25 уровней.
Так как цель Дуолинго в том, чтобы способствовать изучению языка, каждая тема (обычно, содержащая от 1 до 10 вложенных уроков) имеет «показатель прочности», соответствующий оценке компьютера, насколько хорошо определённые слова или конструкции все ещё находятся в памяти пользователя. По прошествии определённого времени, показатели прочности угасают, что указывает на необходимость для пользователя обновить, либо заново изучить этот урок, или «закрепить слабые навыки». «Перевод статей из реального мира», однако, также укрепляет слова, поскольку программа отслеживает все слова, с которыми пользователь сталкивается при использовании опции «погружения» при переводе настоящих документов из интернета.
После прохождения всего дерева навыков курса, пользователь может продолжить закреплять навыки, просматривать карточки со словами и практиковать язык с помощью переводов. Некоторые пользователи дополнительно проходят языковое дерево с изучаемого языка на родной (например, изучив испанский язык с английского, начинают изучать английский с испанского).

## Бизнес-модель
Все функции изучения языка в Дуолинго бесплатны, но он использует периодическую рекламу как в своих мобильных, так и в веб-браузерных приложениях, которые пользователи могут удалить, оплатив абонентскую плату. Первоначально использовалась бизнес-модель с использованием краудсорсинга, когда контент исходил от организаций (таких, как CNN и BuzzFeed), которые платили Дуолинго за его перевод. Дуолинго финансируется венчурными партнёрами Union Square (3,3 миллиона долларов в 2011 году), New Enterprise Associates (15 миллионов долларов), Kleiner Perkins Caufield & Byers (20 миллионов долларов), Google Capital (45 миллионов долларов), Эштон Катчер A-Grade Investments и Тимом Ферриссом.

## Языковые курсы
Команда Дуолинго постоянно работает над усовершенствованием или добавлением новых курсов с целью обучения людей иностранными языками из разных точек нашей планеты. Но также на платформе есть языки, которые недоступны на определённых языках (например, кантонский доступен только носителям китайского языка). Ниже список курсов для носителей разных языков, доступных в Duolingo:

### Доступные на английском
По состоянию на февраль 2023 года, англоговорящим пользователям доступны 39 курсов, в том числе 3 курса искусственных языков, из которых 2 являются вымышленными: клингонский и высокий валирийский.
- Испанский
- Французский
- Японский
- Немецкий
- Корейский
- Хинди
- Итальянский
- Китайский (упрощённый)
- Русский
- Арабский
- Португальский
- Турецкий
- Нидерландский
- Вьетнамский
- Украинский
- Греческий
- Польский
- Шведский
- Латынь
- Ирландский
- Норвежский (букмол)
- Иврит
- Высокий валирийский (вымышленный)
- Индонезийский
- Датский
- Финский
- Румынский
- Гавайский
- Чешский
- Валлийский
- Гаитянский креольский
- Суахили
- Гэльский
- Венгерский
- Эсперанто
- Зулу

#### В разработке
- Коса

#### Не доступные на английском
Дуолинго предлагает языковые курсы для носителей языков, отличных от английского, но все доступные языки имеют как минимум курс английского языка. Курс каталанского предназначен исключительно для испаноговорящих, а курс китайского (кантонского) — для носителей китайского языка.

### Доступны на русском
Дуолинго предлагает следующие языковые курсы на русском:
- Английский
- Немецкий
- Французский
- Испанский
- Итальянский
- Китайский
- Японский
- Корейский
- Португальский

## Другие курсы
Осенью 2023 года появились неязыковые курсы Дуолинго: Математика и Музыка, — которые пока доступны не на всех языках Дуолинго. В разработке также находится курс по шахматам.

## Функции
Дуолинго имитирует структуру видеоигр несколькими способами, чтобы привлечь пользователей. Существует система вознаграждений, в которой пользователи получают «линготы» или «алмазы», игровую валюту, которую можно потратить на такие функции, как настройка персонажей или бонусные уровни (обе функции доступны только в мобильном приложении). Существуют публичные списки лидеров, в которых люди могут соревноваться со своими друзьями или видеть, как они сравниваются с остальным миром. Система уровней, которую использует Duolingo, — это XP (очки опыта), числовая система, которая представляет уровень квалификации пользователя. Значки в Дуолинго представляют собой достижения, которые можно получить, выполнив конкретные цели или задачи.

### Клубы Дуолинго
Клубы Дуолинго были запущены 20 декабря 2016 года с целью повышения конкурентоспособности и отношений между пользователями, добавляя больше «веселья» к курсу, что повышает мотивацию обучения. В клубах Дуолинго есть еженедельный рейтинг опыта, приобретенного на уроках, есть значки (достижения), которые можно приобрести, среди прочего. Клубы Дуолинго доступны на мобильных версиях iOS, Android и Windows Phone. Хотя у него очень похожая система, она не полностью идентична веб-сайту. В мае 2019 года клубы были заменены лигами — списками лидеров Дуолинго, из которых 10: бронза, серебро, золото, сапфир, рубин, изумруд, аметист, жемчуг, обсидиан, алмаз в этом порядке. Чтобы попасть в следующую лигу, вам нужно занять место в топе 20/15/10/7/5 еженедельного состязания.

### Использование в школах
Дуолинго предоставляет функции «Дуолинго для школ», позволяющие учителям отслеживать своих учеников. В 2012 году исследование эффективности показало, что использование Дуолинго для изучения испанского языка было более эффективным, чем изучение языка в классе, но оно было менее эффективным для углублённого изучения языка. Одна из предполагаемых причин этого заключается в том, что метод прямого перевода, который в основном использует Duolingo, более применим к простым словам и фразам, чем к сложным; более простые из них могут быть переведены более точным способом с одного языка на другой и, таким образом, более благоприятны для метода прямого перевода Дуолинго.

## Языковой инкубатор
29 мая 2013 года генеральный директор Луис фон Ан анонсировал, что вместо того, чтобы медленно добавлять дополнительные языки, они будут создавать инструменты, необходимые сообществу для построения новых языковых курсов, с надеждой представить большое количество языков и «предоставить возможность другим экспертам и людям, увлеченным конкретным языком, взять на себя ведущую роль». Так появился Языковой Инкубатор, выпущенный 9 октября 2013 года. Помимо помощи сообществу в создании курсов для широко распространённых языков, Дуолинго Инкубатор также стремится помочь сохранить некоторые менее популярные языки, такие как латынь, майя и баскский. Первым курсом, полностью созданным сообществом Дуолинго с помощью Инкубатора, стал курс английского языка для русскоговорящих, бета-версия которого была запущена 19 декабря 2013 года. Среди курсов, созданных сообществом Дуолинго, есть английский для турецко-, голландо-, польско-, греко-, китайско-, индийско-, индонезийско-, арабско-, японско-, румынско- и венгерскоговорящих, немецкий, французский и испанский для русскоговорящих, испанский для знающих португальский, а также французский и португальский языки для знающих испанский.
В Инкубаторе имеются три фазы. Сначала язык появляется в «Фазе 1: ещё не выпущен», после того, как проявлено достаточно интереса в развитии курса со стороны волонтёров, свободно владеющих обоими языками (обязательное требование для участников). Вторая фаза, «Фаза 2: бета-версия», начинается, когда курс полностью подготовлен и готов для бета-тестирования. Наконец, «Фаза 3: готово для публики» начинается, когда работа над курсом полностью закончена. Причина, по которой готовые курсы остаются в инкубаторе, заключается в том, что модераторы курса продолжают оперативно настраивать отдельные детали для улучшения курса. Например, если студент неверно отвечает на вопрос, но замечает ошибку в программе, которая либо вводит в заблуждение, либо считает правильный ответ неправильным, студент может послать сообщение с подробным описанием произошедшего.
Для англоязычных пользователей доступно 36 курсов, четыре находятся во второй фазе инкубатора: финский, клингонский, венгерский и навахо. Русскоязычным пользователям полностью доступны 4 курса: английский, немецкий, французский и испанский. В первой фазе инкубатора находятся курсы шведского и украинского языков.
В 2021 году инкубатор был закрыт в связи с появлением Duolingo Plus.

## Инфраструктура
Дуолинго использует множество сервисов из набора продуктов Amazon Web Services, включая Amazon DynamoDB, Amazon Virtual Private Cloud, почти 200 виртуальных экземпляров в Amazon Elastic Compute Cloud (EC2), Amazon Simple Storage Service (S3) и Amazon Relational Database Service (RDS). , Серверная часть написана на языке программирования Python. Компонент под названием Session Generator был переписан в Scala к 2017 году. Интерфейс был написан на Backbone.js и Mustache, но сейчас в основном в React и Redux. Дуолинго предоставляет одностраничное веб-приложение для пользователей настольных компьютеров, а также приложения для смартфонов на платформах Android (Google Play Store и Amazon Appstore), iOS App Store, ранее предлагалось и для Windows Phone. 20 % трафика поступает от пользователей настольных компьютеров и 80 % от пользователей мобильных приложений.

## В популярной культуре
Талисман Duolingo, зелёная сова Duo, является предметом интернет-мема, в котором талисман угрожает пользователям, чтобы они продолжали использовать приложение. Видео Duolingo Push было выпущено как первоапрельская шутка в ответ на мем. Кроме того, у Duolingo есть официальный аккаунт в социальной сети TikTok.
Вечером 11 февраля 2025 года в рамках маркетинговой кампании было сообщено о смерти совы-маскота Дуо. Сообщение о смерти завирусилось в соцсетях, в комментариях пользователи активно делились шутками и мемами. В обсуждении смерти совы также приняли участие аккаунты самых разных брендов.

## Признание и награды
- В 2013 году Apple выбрала Дуолинго в качестве приложения года App Store. Впервые эта награда была вручена образовательному приложению.
- Победитель в номинации «Лучший образовательный стартап» на Crunchies 2014 года и стал самым загружаемым приложением в категории «Образование» в Google Play в 2013 и 2014 годах.
- В 2015 году Дуолинго был объявлен победителем в 2015 году в категории «Игра и обучение» в номинации «Дизайн для улучшения жизни».
- В 2018 году Дуолинго был включен в список самых инновационных компаний Fast Company в списке Disruptor 50 CNBC и одной из 50 компаний Genius журнала TIME.
- В 2019 году Дуолинго был назван одним из «Новых стартапов 2019 года» Forbes[16].

## Критика
- Пользователи отмечают, что в сервисе встречаются грамматические ошибки[17].
- С декабря 2023 года руководство Duolingo начало массово увольнять переводчиков и заменять их искусственным интеллектом[18][19][20].
- 9 февраля 2024 года Роскомнадзор начал проверку Duolingo на предмет распространения так называемой ЛГБТ-пропаганды[21]. В июне того же года компания сообщила, что удалила из своего сервиса все спорные материалы[22].